# Avon (Massachusetts)
Avon város az USA Massachusetts államában, Norfolk megyében. Lakosainak száma 4777 fő (2020. április 1.).

## Népesség
A település népességének változása:

| 2010 | 4 356 |
| 2020 | 4 777 |